# Olav Nilsen
Olav Nilsen (Stavanger, 24 gennaio 1942 – 11 ottobre 2021) è stato un calciatore norvegese, di ruolo attaccante.
Fu soprannominato dai suoi tifosi "Olav Viking".

## Carriera

### Giocatore

#### Club
Nilsen giocò l'intera carriera per il Viking, diventandone capitano nei primi anni settanta. Con questa maglia vinse tre campionati, prima del ritiro nel 1975.

#### Nazionale
Nilsen giocò 62 partite per la Norvegia, realizzando 19 reti. Debuttò il 21 giugno 1962, nella sconfitta per due a zero contro la Svezia. Il 3 luglio dello stesso anno arrivarono le prime marcature, quando realizzò una tripletta ai danni di Malta.

### Allenatore
Nilsen diventò allenatore del Viking nel 1975 e ricoprì questo incarico per un anno.

## Palmarès

### Giocatore

#### Club
- Campionato norvegese: 3

Viking: 1972, 1973, 1974
- Coppa di Norvegia: 4

Viking: 1959

#### Individuale
- Gullklokka